# HD 76270
HD 76270 är en ensam stjärna i den mellersta delen av stjärnbilden Flygfisken. Den har en skenbar magnitud av ca 6,10 och är mycket svagt synlig för blotta ögat där ljusföroreningar ej förekommer. Baserat på parallax enligt Gaia Data Release 2 på ca 1,4 mas, beräknas den befinna sig på ett avstånd på ca 2 330 ljusår (ca 710 parsek) från solen. Den rör sig närmare solen med en heliocentrisk radialhastighet på ca –2,6 km/s.

## Egenskaper
HD 76270 är en vit till blå jättestjärna av spektralklass A2 IIIa, som har förbrukat förrådet av väte i dess kärna och utvecklats bort från huvudserien. Stjärnan har också ansatts spektralklass A3mA6-7, som anger att den är en kemiskt ovanlig stjärna och Am-stjärna med metallinjer från en A6-7 i dess spektrum. Den har en massa som är ca 4,3 solmassor, en radie som är ca 24 solradier och har ca 1 464 gånger solens utstrålning av energi från dess fotosfär vid en effektiv temperatur av ca 7 300 K.
HD 76270 har en misstänkt variabilitet med en amplitud av 0,03 magnitud och har en låg metallhalt.